# Pomaria
Pour la ville américaine, voir Pomaria (Caroline du Sud).
Pomaria est l'ancienne cité romaine sur laquelle a été bâtie Tlemcen. Actuellement Pomaria fait référence à un site romain à Tlemcen,.Siège d'un évêché antique disparu, son nom est utilisé comme siège titulaire d'un évêque catholique sans diocèse.